# Dibbets

Familiewapen van Dibbets

Dibbets is een Nederlandse familie waarvan een tak sinds 1835 tot de Nederlandse adel behoort. De naam is van oorsprong een patroniem, afgeleid van de voornaam Dibbet (Dietbald).

## Geschiedenis
De stamreeks begint met Derrik Jansen die op 20 mei 1663 in Terwolde zijn eerste kind liet dopen. Een directe nakomeling van hem, Bernardus Cornelis Johannes Dibbets (1782-1839), luitenant-generaal, werd in 1835 verheven in de Nederlandse adel met de titel van baron bij eerstgeboorte; alle anderen verkregen daarmee het predicaat jonkheer of jonkvrouw. Dibbets had zijn verheffing te danken aan persoonlijke verdiensten, niet aan afkomst. De Hoge Raad van Adel was niet om advies gevraagd. Op subtiele wijze gaf de Raad bij de bevestiging van het wapen zijn blijk van ongenoegen hierover door als wapenspreuk 'Arma nobilitant' voor te stellen, met de opmerking vertrouwende dat er in het onderhavige geval weinig meer doelmatige spreuken kunnen gebezigd worden.

## Enkele telgen
Gerrit Dibbets (1695-1743), rijdende bode bij het Hof van Gelre en Zutphen, en tabakskoopman; trouwde in 1722 met Dirkjen van Varseveld (1695-1757)
- Arnoldus Dibbets (1722-1783), bouwmeester te Nijmegen; trouwde in 1744 met Johanna Nijhoff (1721-1799)
  - Gerrit Jan Dibbets (1745-1813), bouwmeester en vetweider te Arnhem; trouwde in 1770 met Beatrix Melsert (1747-1778); hij hertrouwde in 1780 met Johanna Cornelia van Meurs (1760-1790)
    - Bernardus Johannes Cornelis baron Dibbets (1782-1839), luitenant-generaal, ridder 3e klasse Militaire Willems-Orde; trouwde in 1809 met Julia Johanna van Tengnagell (1785-1851),[2] zus van Zeno Willem Anne Lodewijk baron van Tengnagell (1783-1836),[3] generaal-majoor en grootkruis[4] Militaire Willems-Orde, lid van het geslacht Van Tengnagell.
      - jkvr. Zénobie Louise Dibbets (1810-1878); trouwde in 1832 met jhr. mr. Henri Ernest van Panhuys (1801-1848), kleinzoon van Willem Hendrik van Panhuys, heer van Haeren, procureur-generaal Provinciaal Hof van Limburg
      - Eugène Alexandre Etienne baron Dibbets (1812-1874), kolonel titulair, commandeur in de Orde van de Eikenkroon
      - jkvr. Idaline Gérardine Dibbets (1814-1890); trouwde in 1835 met Philippe Henri Marcella (1808-1877), luitenant-kolonel Koninklijke Marechaussée, officier Orde van de Eikenkroon[5], lid van de familie Marcella
        - Guillaume Zenon Philidor Marcella (1836-1875), kapitein der genie, trouwde in 1863 Louise Caroline Viruly (1841-1893), dochter van Jan Viruly van Vuren van Dalem (1814-1876)
          - Zenon Guillaume Philidor Marcella (1871), luitenant-ter-zee tweede klasse

        - Suzanna Elisabeth Marcella (1839-1910);[6] trouwde in 1866 met George Frederik Willem Borel (1837-1907), generaal-majoor, ridder Militaire Willems-Orde
          -             - Julie Desirée Borel (1867-1933), trouwde in 1895 met assistent-resident Eduard Ludwig Martin Kühr

          - Henri Jean François Borel (1869-1933), schrijver
            - Lodewijk Borel (1905-1973), acteur

      - jkvr. Bernardine Julie Louise Dibbets (1817-1884); trouwde in 1837 met Pieter Hendrik van der Kemp (1801-1867), luitenant-kolonel, Ridder Militaire Willems-Orde
      - mr. Frederik Willem Karel baron Dibbets (1820-1917), rechter-plaatsvervanger in de arrondissementsrechtbank te Maastricht en vanaf 1850 griffier provinciaal Hof van Limburg[7]
      - jhr. Jules Bernard Auguste Dibbets (1821-1865), eerste luitenant dragonders
      - jhr. mr. Edouard Auguste Jean Didier Dibbets (1824-1892), resident van Banka

  - Derkje Dibbetz (1748-1781); trouwde in 1769 met dr. mr. Jacobus Egbertus Lycklama à Nijeholt (1742-1810); hij hertrouwde in 1782 met Machteld den Beer (1756-1795)[8]:287
  - ds. Simon Dibbetz (1752-1843), predikant te Raalte; trouwde in 1787 met Adriana Gesina Prins (1756-1842)
    - Maria Gerharda Dibbetz (1795-1880); trouwde in 1820 met Hermanus Theodorus Prins (1787-1852), schout en burgemeester van Ede
      - Theodorus Prins (1821-1860), burgemeester van Ede
      - Simonetta Arnolda Johanna Prins (1827-1903); trouwde in 1855 met Frederik Cornelis Tromp (1828-1900), zeeofficier, minister van Marine
        - Theodoor Marie Tromp (1857-1891), privaat-secretaris van president Burgers van de Zuid-Afrikaansche Republiek, later adjunct-commies bij het departement van Waterstaat; trouwde in 1885 met Nelly barones Dyserinck (1863-1944); zij hertrouwde in 1896 met Cyrillus Gustave Emile Buysse (1859-1932)

    - Antoon Hendrik Dibbetz (1799-1849), luitenant-kolonel en tweede directeur der genie op Java, ridder in de Orde van de Nederlandse Leeuw
- mr. Derk Jan Dibbetz (1731-1764), lid van de raad van justitie te Batavia; trouwde in 1760 met Baukje Maria Lycklama à Nijeholt (1730-1805); zij hertrouwde in 1771 met mr. Henricus Beucker Andreae.[8]:286
  - dr. Reinier de Klerk Dibbetz [fy] (1764-1808), geneesheer te Heerenveen, later directeur en chef der hospitalen en directeur der gouvernements-drukkerij aan de Kaap de Goede Hoop

## Afbeeldingen

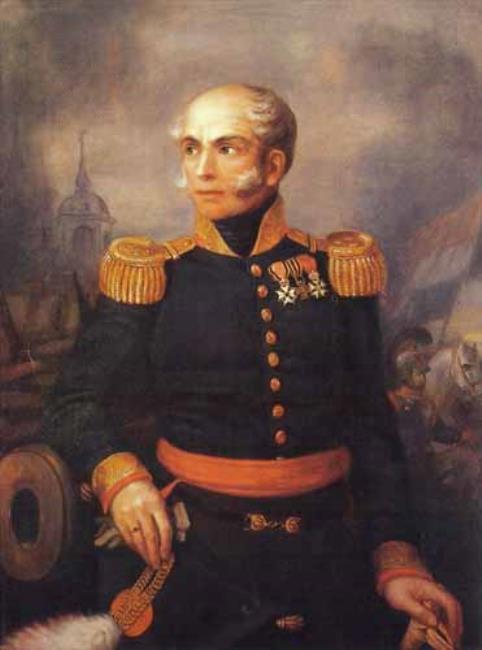
Bernardus Cornelis Johannes baron Dibbets (1782-1839)
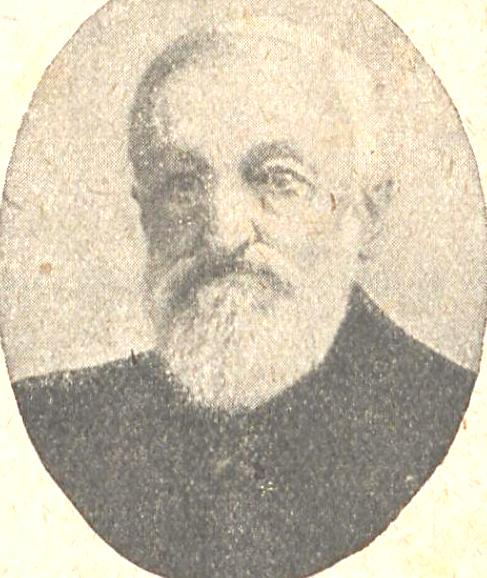
Frederik Willem Karel baron Dibbets (1820-1917)